# Giani Negoiță
Giani Liviu Negoiță (n. 8 mai 1977, Brașov) este un fost fotbalist român, care a evoluat pe postul de mijlocaș stânga. De-a lungul carierei a jucat la ICIM Brașov, Petrolul, Astra Ploiești, FC Argeș, Unirea Urziceni, Ceahlăul Piatra Neamț și CS Mioveni.